# Escadron de chasse 1/3 Navarre
L'escadron de chasse 1/3 Navarre est une unité de combat de l'armée de l'air française. Installé sur la base aérienne 133 Nancy-Ochey, il est actuellement équipé de biplaces Mirage 2000D.

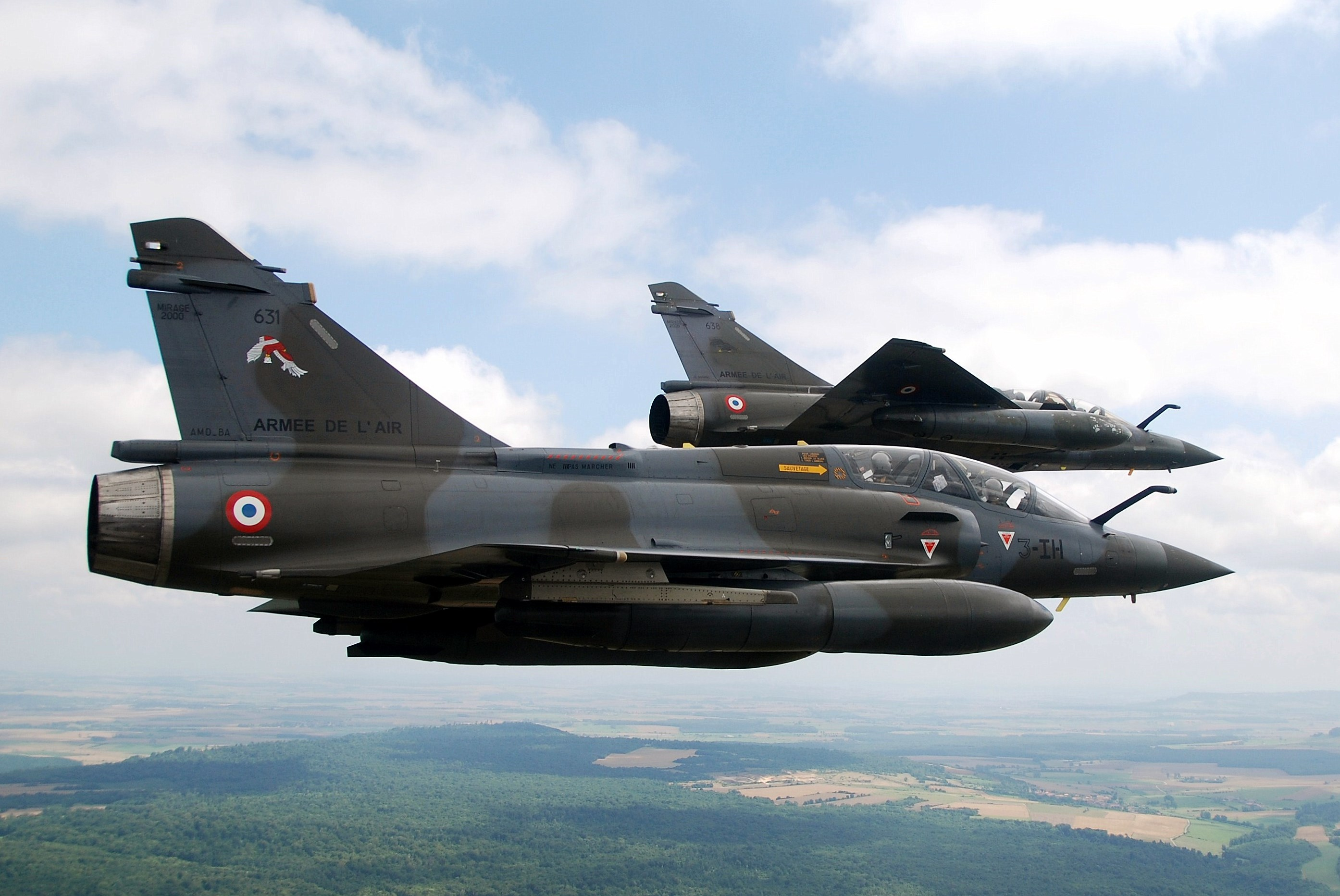
Deux Mirage 2000D de l'escadron porteurs de l'insigne de la SPA153

## Historique

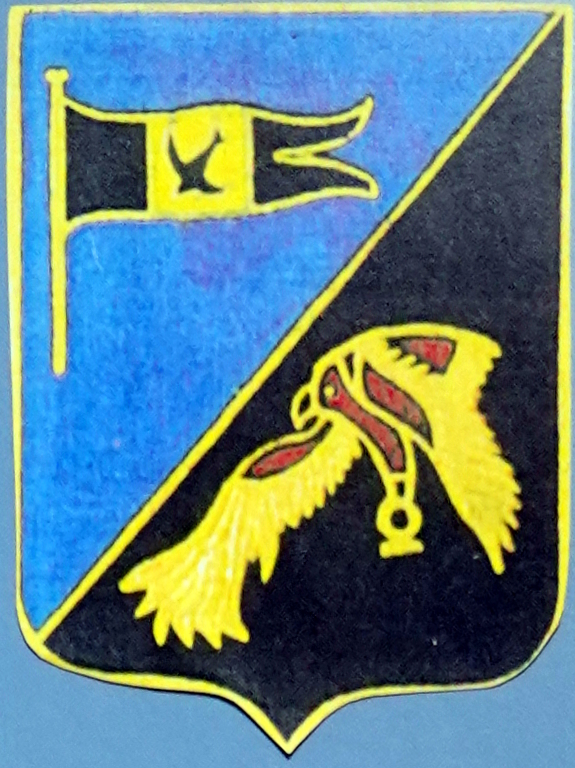
Ancien blason du Navarre représentant les deux premières escadrilles l'ayant composé.

L'EC 1/3 Navarre est l'héritier des traditions des escadrilles SPA 95 et 153 de la Première Guerre mondiale, créées respectivement N95 en mai 1917 et N153 en juillet de la même année.
Le 16 septembre 1933, les escadrilles SPA 95 et 153 forment le groupe de chasse I/6 à Reims. Le 11 août 1934, la 6e escadre de Reims intervertit son numéro avec la 42e escadre de chasse mixte, le GC I/6 devient le GC I/42. Le 15 octobre 1936, le groupe devient le GC I/4 de la 4e escadre de chasse Mixte. Il obtiendra ses premiers Curtiss H75 en avril 1939, à l'aube du second conflit mondial. Pendant la bataille de France, il s'illustrera en remportant 42 victoires, dont 35 sûres et 7 probables. Replié en Afrique du Nord dès le 18 juin 1940, le GC I/4 attendra Godot sur ses Curtiss. En avril 1942, le GC I/4 adopte le nom de Navarre et troque ses Curtiss contre des P39 Airacobra avant même le débarquement des Américains ce qui montre leur sens du commerce.

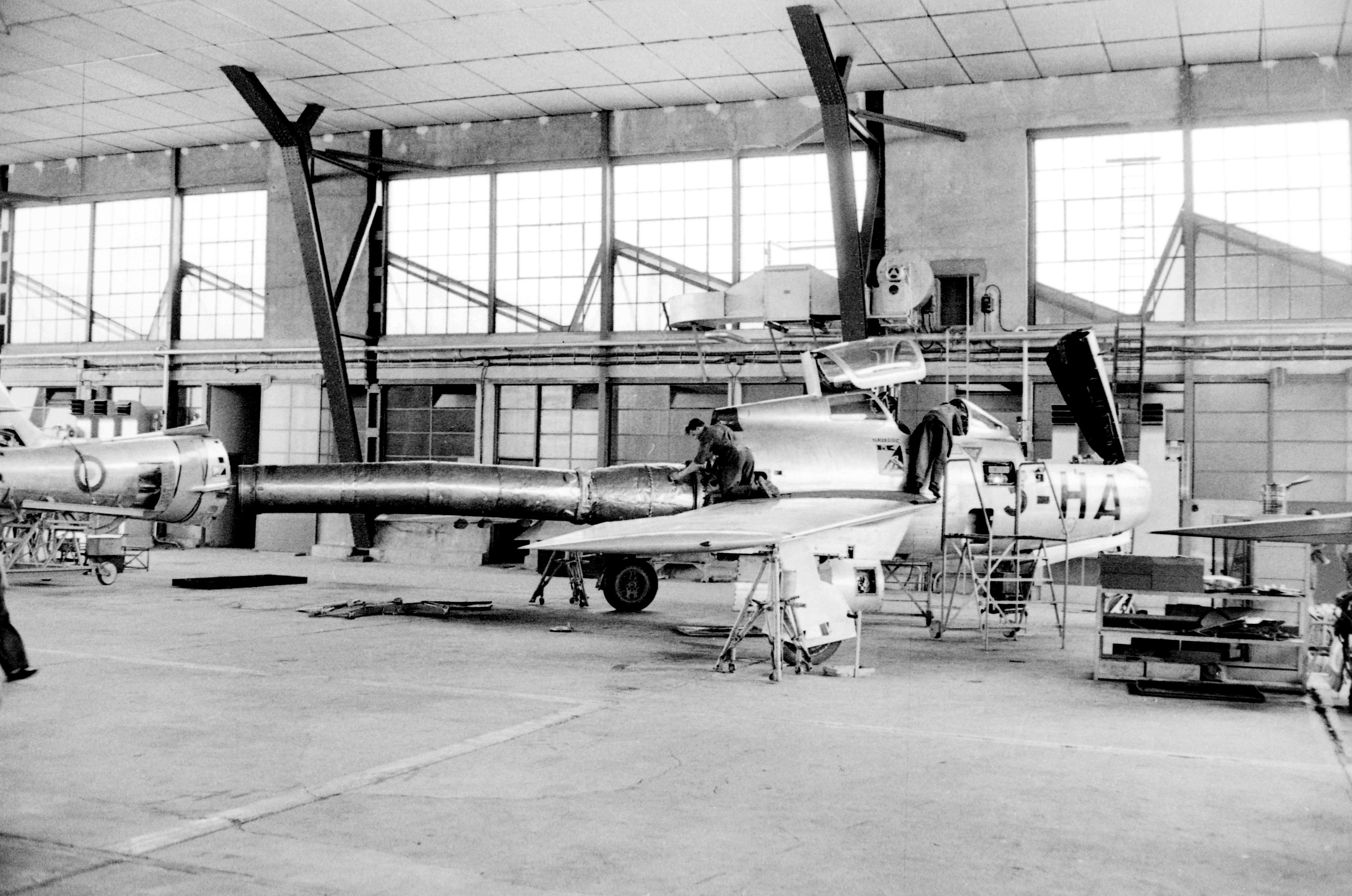
Entretien d'un chasseur Republic F-84F Thunderstreak français de l'Escadron de chasse 1/3 Navarre.

Le 1er janvier 1944, il est rattaché à la 3e escadre de chasse nouvellement créée. Il est numéroté GC I/3 Navarre le 1er juillet 1947 et participe au conflit indochinois du 24 septembre 1948 au 26 octobre 1949. Il devient l'EC 1/3 Navarre le 1er novembre 1950 sur la base aérienne 112 Reims-Champagne et est équipé de De Havilland Vampire. De 1951 à 1959, il vole successivement sur trois versions du F-84 Thunderjet/Thunderstreak. L'escadron est engagé lors de la crise du canal de Suez en 1956.
L'EC 1/3 Navarre est ensuite transformé sur F-100D Super Sabre puis s'installe sur la base aérienne 139 Lahr en Allemagne de l’Ouest. Sa mission est devenue la frappe nucléaire, et évoluera vers l'attaque anti-radar après l'arrivée des Dassault Mirage IIIE en 1966. L'escadron déménage une nouvelle fois pour rejoindre la base aérienne 133 Nancy-Ochey.
Le dernier vol sur Mirage III a lieu en mars 1993, l'EC 1/3 Navarre étant opérationnel sur Mirage 2000D dès l'année suivante, pour des missions d'assaut conventionnel par tous les temps et de jour comme de nuit. En janvier 1995, l'escadron reçoit une troisième escadrille (SPA 62).
Comme les deux autres escadrons de Mirage 2000D basés à Nancy-Ochey, il déploie quelques avions en Afghanistan en soutien de la force internationale déployée dans ce pays à partir de février 2002.
Ces avions participeront également à la campagne libyenne en 2011 puis au Mali de 2013 à maintenant. Ils ont participé à l'opération Chammal en Irak entre 2014 et 2016.
L'escadron est rattaché à la 3e escadre de chasse du 1er janvier 1944 jusqu'à la dissolution de celle-ci le 23 juin 1995, puis à nouveau à partir du 5 septembre 2014.
Le 7 décembre 2024, l'escadron devient le parrain de la 77e promotion des classes de l'Air, constituée des élèves de CPGE de l'École des pupilles de l'Air.

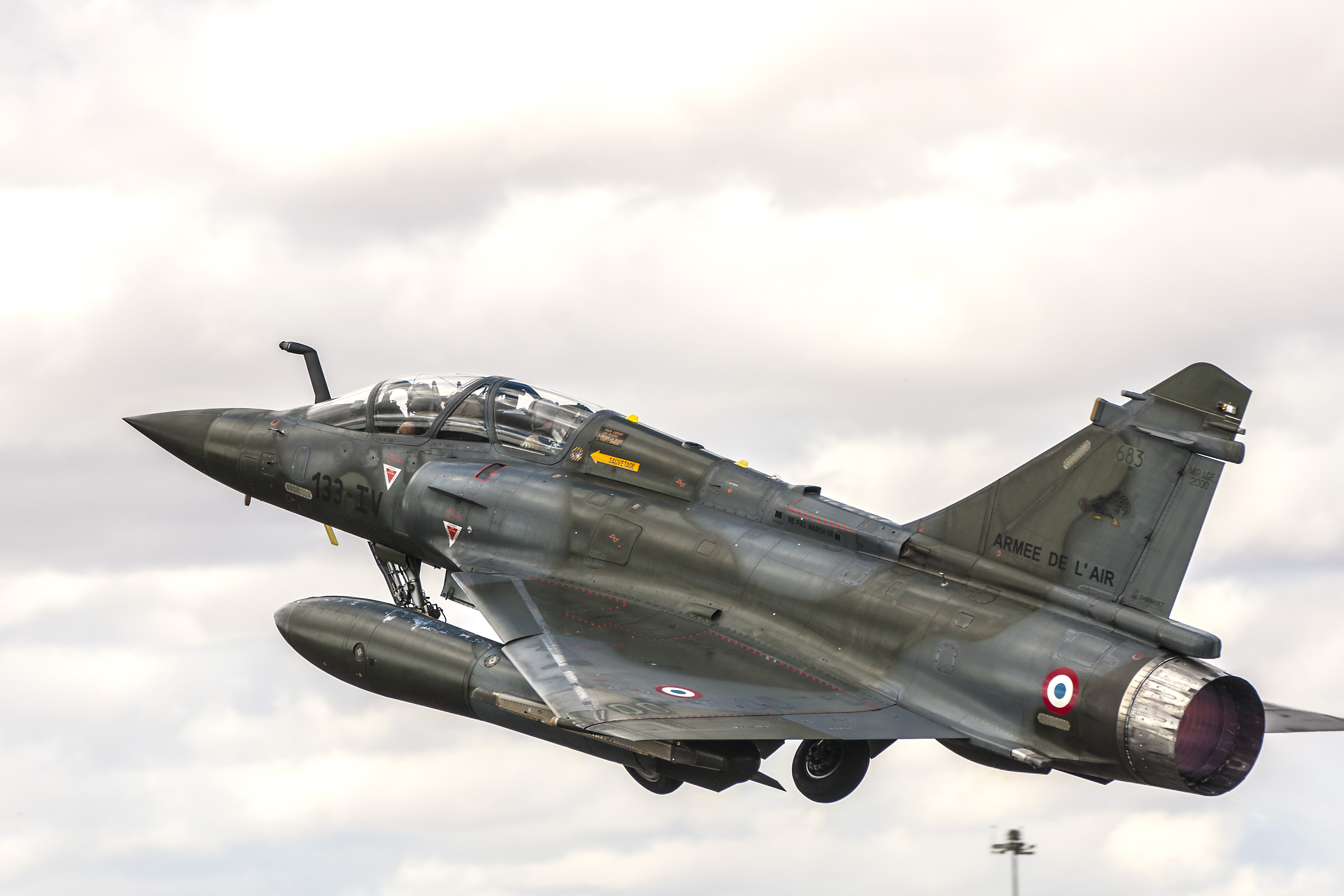
Mirage 2000D de l'escadron porteur de l'insigne de la SPA62

## Décoration
- Croix de la Valeur militaire (2022)
- Citation à l'ordre de l'armée aérienne avec croix de la Valeur militaire, palme de bronze (2025)

Par arrêté du ministre des Armées en date du 22 novembre 2022, l’escadron de chasse 01.003 « Navarre », titulaire de trois citations à l’ordre de l’armée comportant l’attribution de la croix de la Valeur militaire au titre de ses missions accomplies en Libye en 2011, au Sahel en 2013 et au Moyen-Orient de 2014 à 2016, est autorisé à porter la fourragère aux couleurs du ruban de la croix de la Valeur militaire.
Par arrêté du ministre des Armées en date du 2 avril 2025, l'escadron de chasse 01.003 Navarre est cité à l'ordre de l'armée aérienne, comportant l'attribution de la croix de la Valeur militaire avec palme de bronze.

## Escadrilles
- SPA 95 Martinet
- SPA 153 Gypaète

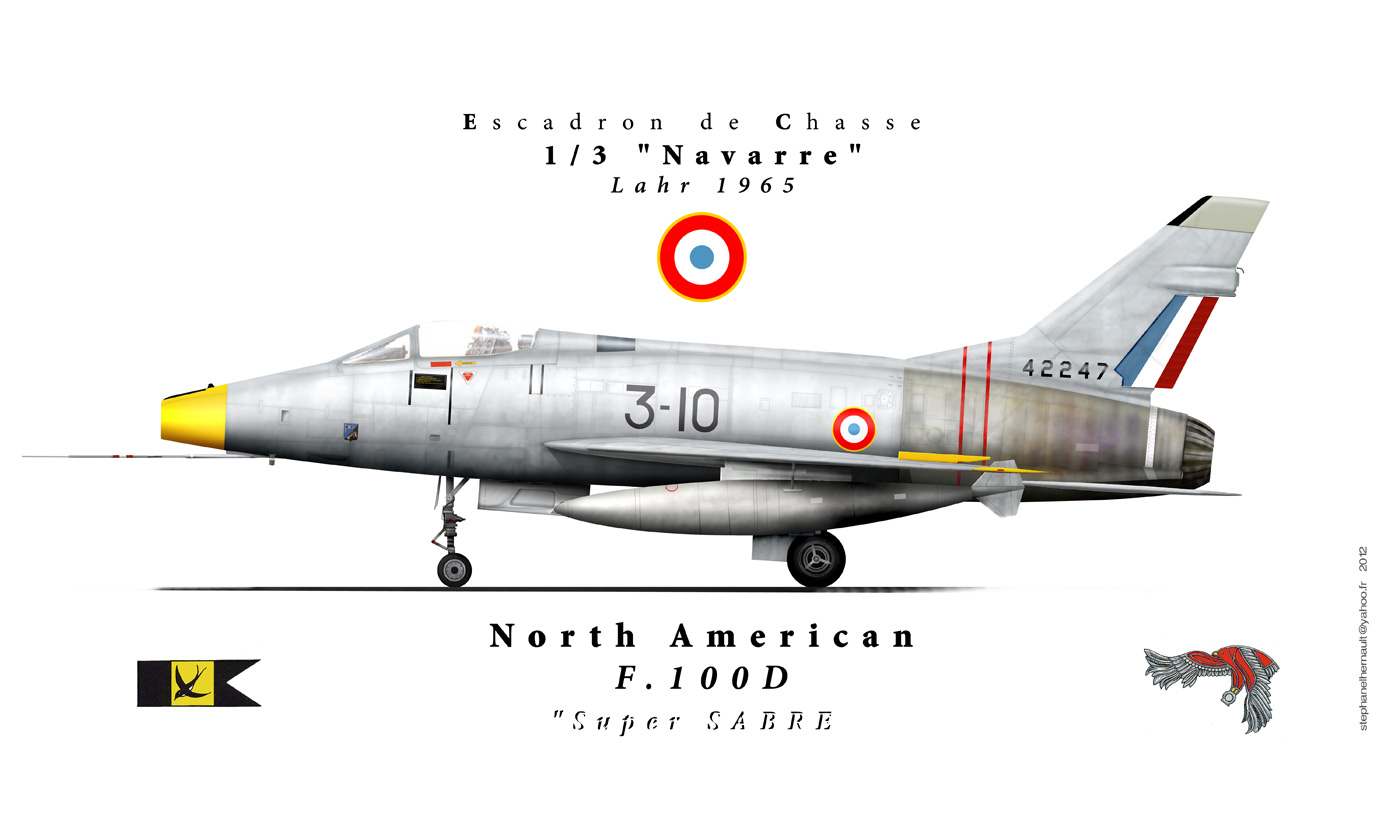
F-100D du Navarre à Lahr en 1965.

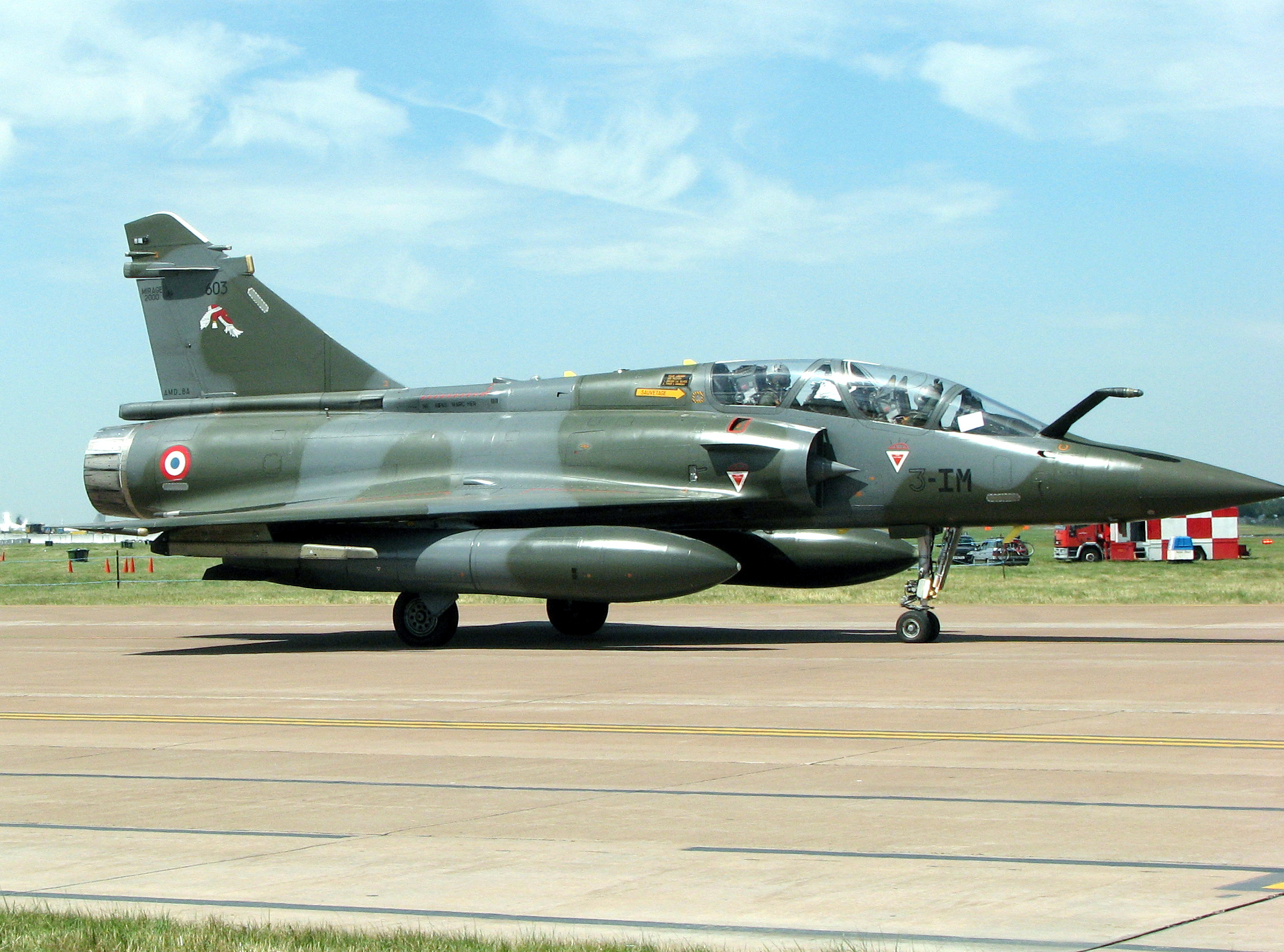
Mirage 2000D n 603 "3-IM" du 1/3 Navarre lors de l'International Air Tattoo à RAF Fairford en juillet 2006.

- SPA 62 Coq de combat (depuis 1995)

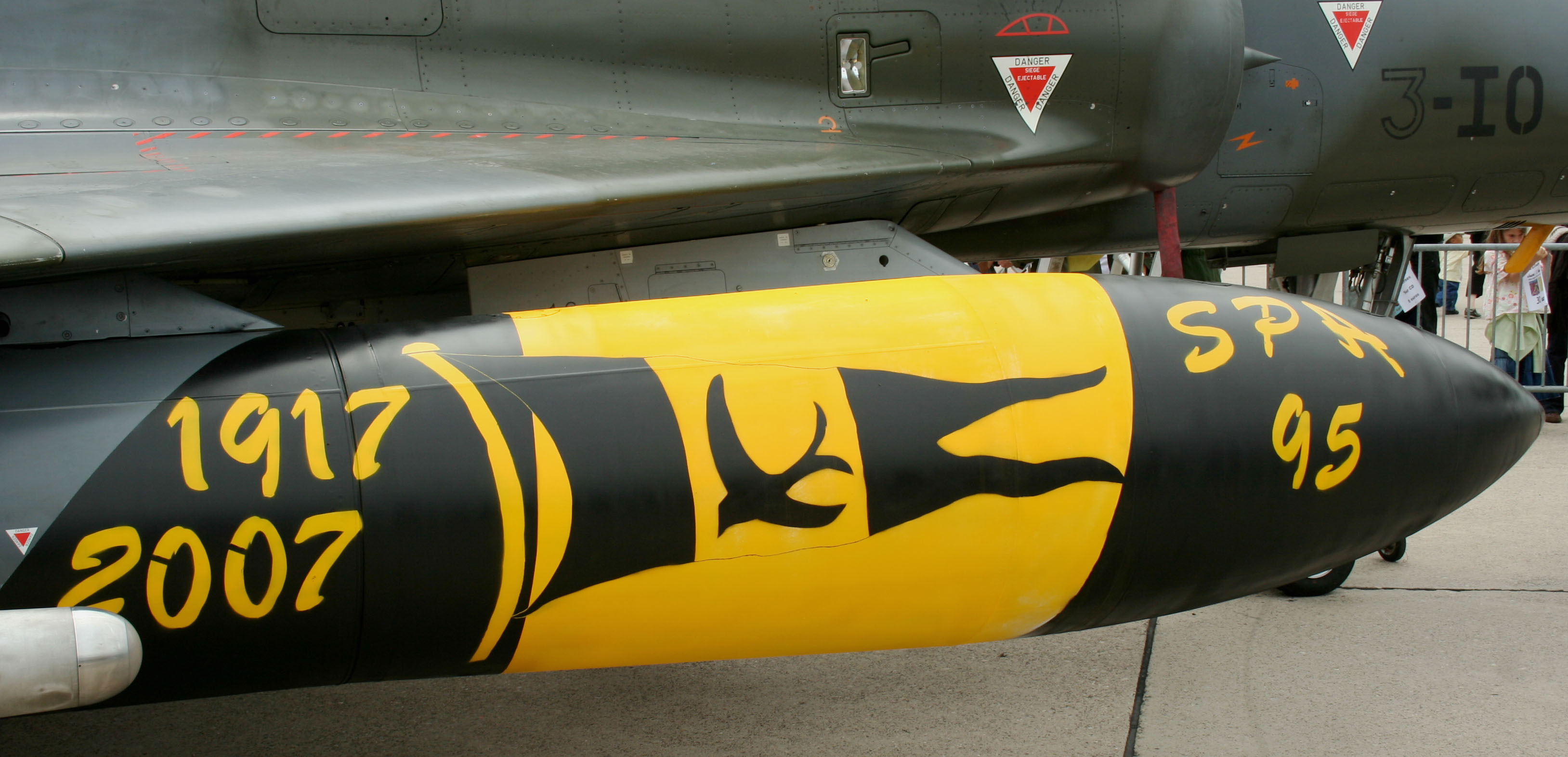
Bidon du Mirage 2000D 647 3-IO porteur d'une décoration spéciale pour les 90 ans de la SPA95.
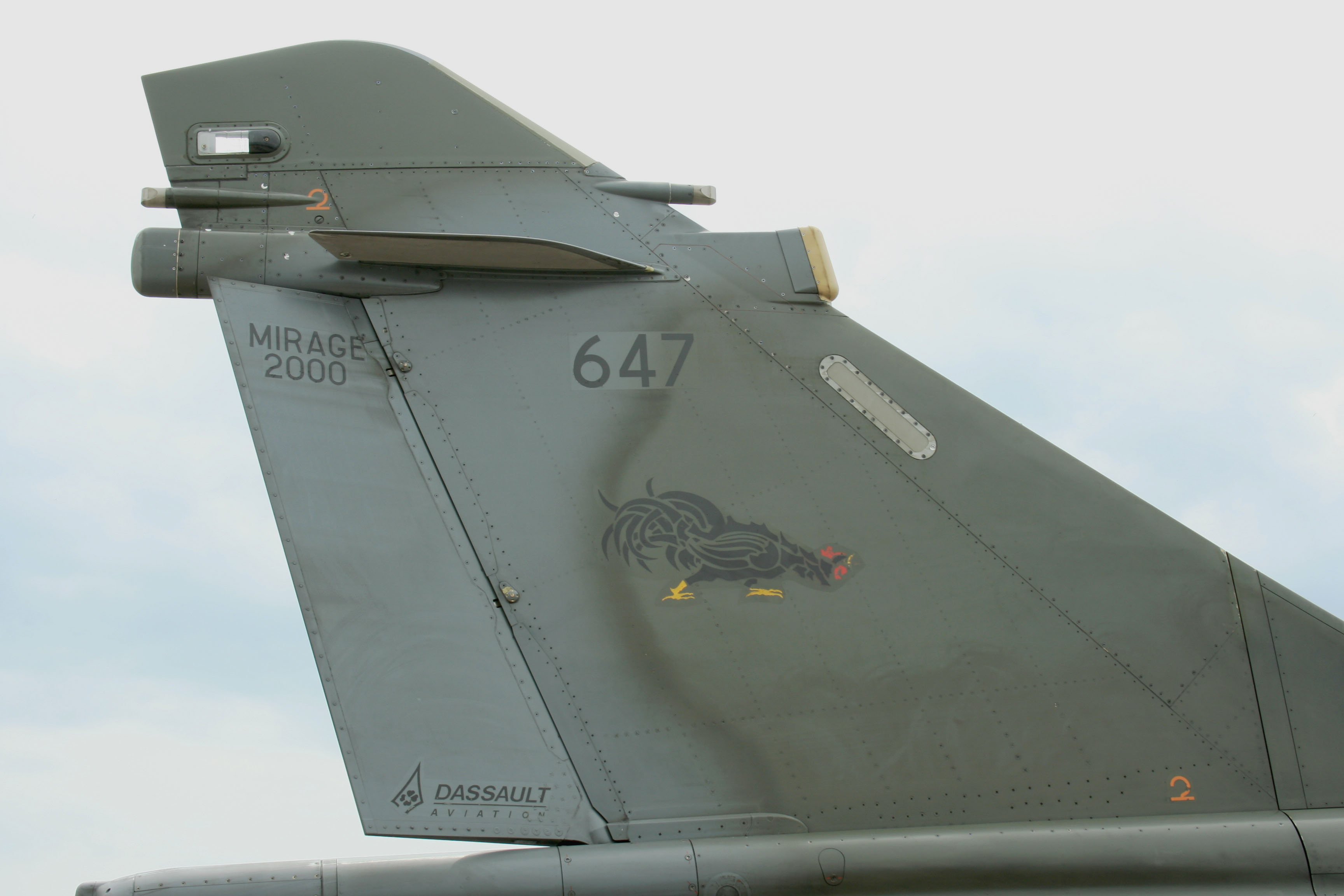
Dérive du Mirage 2000D 647 3-IO porteur de l'insigne de l'escadrille SPA62.
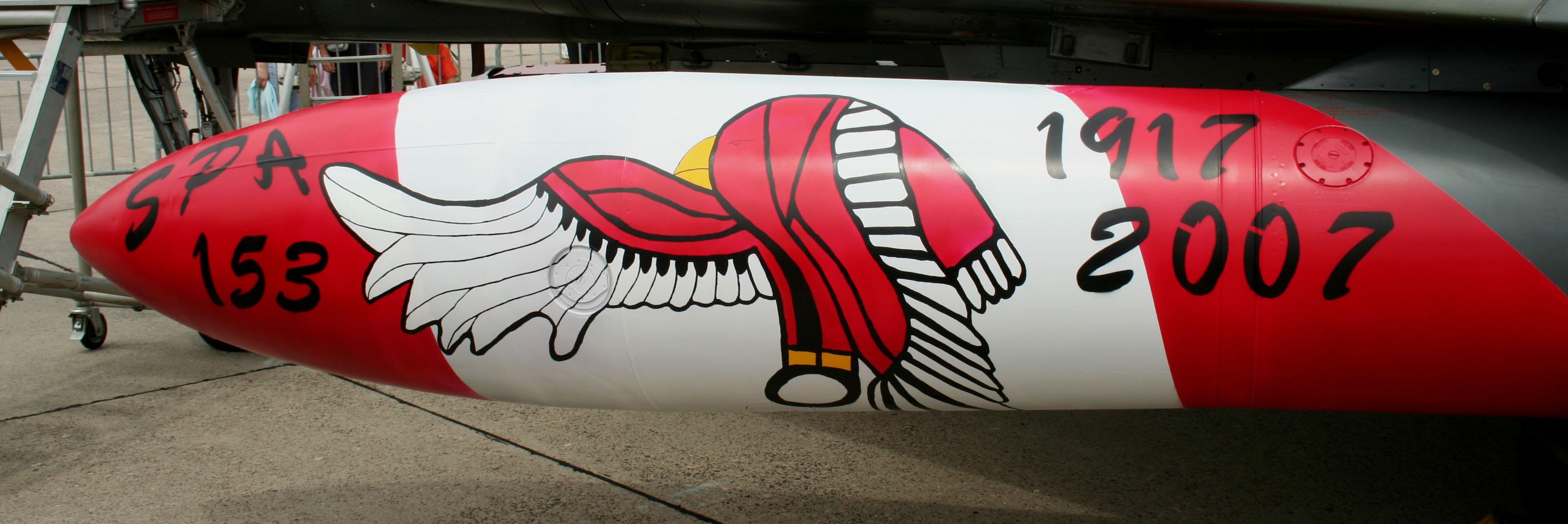
Bidon du Mirage 2000D 647 3-IO porteur d'une décoration spéciale pour les 90 ans de la SPA153.

## Dénomination
- Groupe de Chasse I/6 : 16 septembre 1933 - 11 août 1934
- Groupe de Chasse I/42 : 11 août 1934 - 15 octobre 1936
- Groupe de Chasse I/4 : 15 octobre 1936 - Avril 1942
- Groupe de Chasse I/4 Navarre : Avril 1942 - 1er juillet 1947
- Groupe de Chasse I/3 Navarre : 1er juillet 1947 - 1er novembre 1950
- Escadron de Chasse 1/3 Navarre : Depuis 1er novembre 1950

## Bases
- Base aérienne 136 Friedrichshafen (20 septembre au 30 octobre 1945)
- Base aérienne 112 Reims-Champagne (septembre 1950 à juin 1961)
- Base aérienne 139 Lahr (juin 1961 à septembre 1967)
- Base aérienne 133 Nancy-Ochey (depuis septembre 1967)

## Appareils
- De Havilland Vampire (1950-1951)
- Republic F-84E Thunderjet (1951)

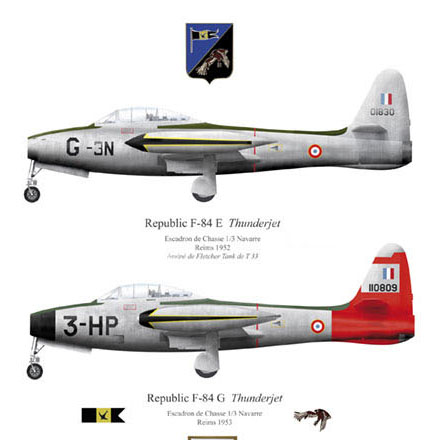
F-84G du 1/3 Navarre

- Republic F-84G Thunderjet (1952-1955)
- Republic F-84F Thunderstreak (1955-1959)
- North American F-100 Super Sabre (1959-1966)
- Dassault Mirage IIIE (1966-1993)
- Dassault Mirage 2000D (depuis Juillet 1993)